# Зюзино (Татарстан)
Зюзино (тат. Җүҗи) — село в Рыбно-Слободском районе Татарстана. Входит в состав Корноуховского сельского поселения.

## География
Находится в центральной части Татарстана на расстоянии приблизительно 18 км на северо-запад по прямой от районного центра поселка Рыбная Слобода у речки Ошняк.

## История
Известно с 1565—1567 годов как деревня Ячи (Ахча). В 1797 году была построена Никольская церковь.

## Население
Постоянных жителей было: в 1782 — 61 душа мужского пола, в 1859—228, в 1897—315, в 1908—329, в 1920—386, в 1926—298, в 1949—212, в 1958—163, в 1970—214, в 1989 — 57, в 2002 году 62 (русские 52 %, татары 40 %), в 2010 году 45.